# Vấn đề Cramer-Castillon

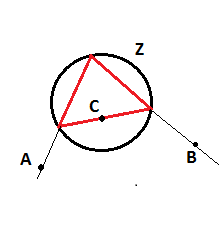
To find the inscribed triangles in, whose sides pass through

Trong hình học phẳng, vấn đề Cramer–Castillon là một vấn đề đề xuất bởi nhà toán học thụy sĩ Gabriel Cramer giải quyết bởi nhà toán học người italy Jean de Castillon năm 1776.
Vấn đề như sau (xem hình vẽ):
Cho đường tròn {\displaystyle Z} và ba điểm {\displaystyle A,B,C} trong mặt phẳng và không nằm trên đường tròn {\displaystyle Z}, hãy dựng bất kỳ một tam giác nội tiếp đường tròn {\displaystyle Z} sao cho ba cạnh đi qua ba điểm {\displaystyle A,B,C}.
Nhiều thế kỷ trước, Pappus của Alexandria đã giải quyết trường hợp đặc biệt: khi ba điểm thẳng hàng. Nhưng trường hợp tổng quát là khó.
Sau cách xây dựng của Castillon, nhà toán học Lagrange đã tìm ra một cách xây dựng khác dễ hơn của Castillon's. Nửa đầu thế kỷ 19, Lazare Carnot đã tổng quát vấn đề cho {\displaystyle n} điểm.